# Huân chương Cách mạng Tháng Mười
Huân chương Cách mạng tháng Mười (tiếng Nga: Орден Октябрьской Революции, Orden Oktyabr'skoy Revolyutsii) được thành lập vào ngày 31 tháng 10 năm 1967, kỷ niệm lần thứ 50 Cách mạng tháng Mười. Nó được tặng cho những cá nhân hoặc tập thể phục vụ mở rộng chủ nghĩa Cộng sản hoặc cho đất nước, hoặc bảo vệ Liên Xô. Nó là huân chương cao quý thứ hai, sau huân chương Lênin.

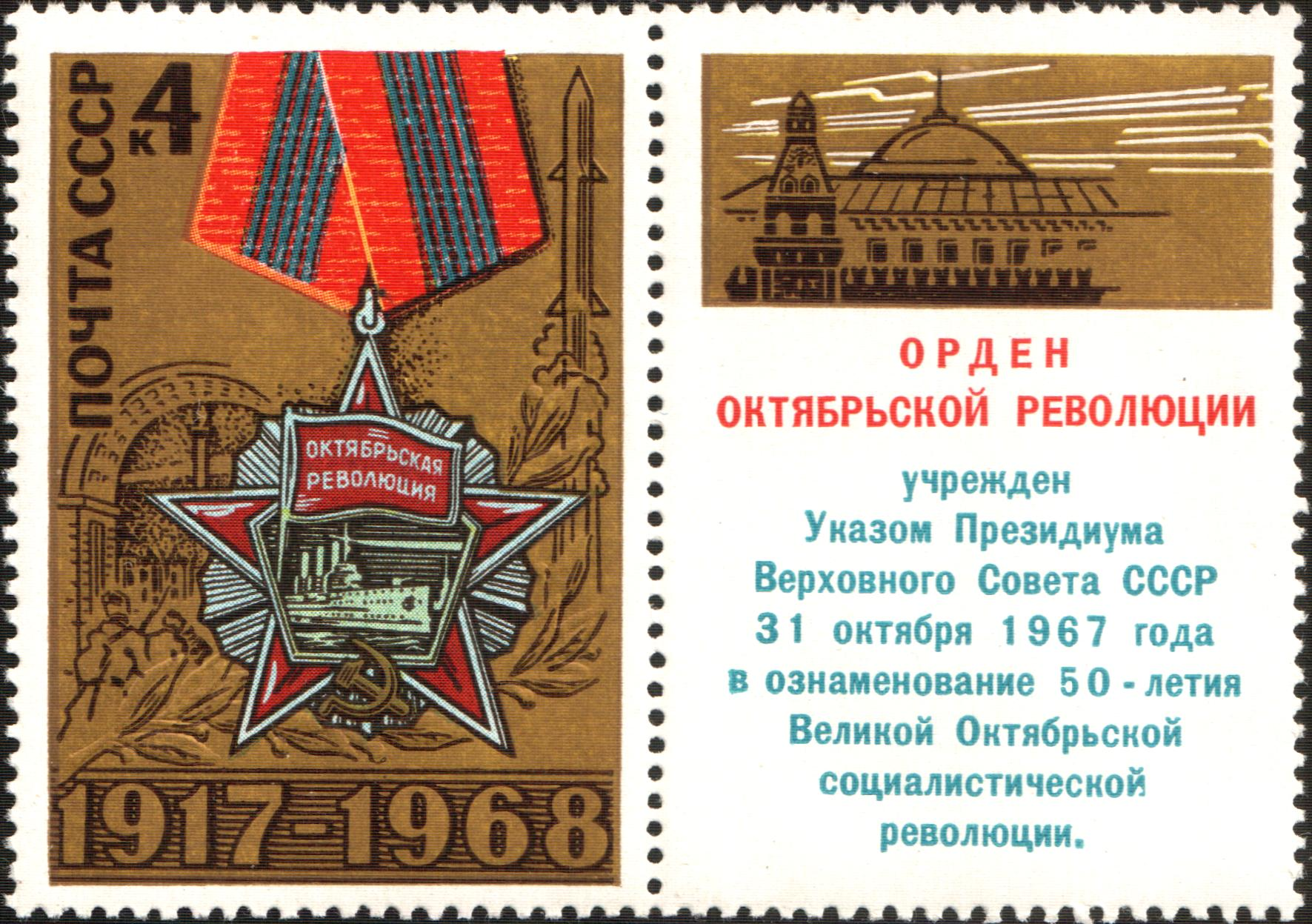
Tem kỷ niệm Liên Xô năm 1967

Huân chương bao gồm một huy hiệu, một ngôi Sao đỏ với viền vàng bao bọc; ở giữa là một hình ngũ giác, bên trong là chiến hạm Rạng Đông tham gia trong Cách mạng tháng Mười. Ở trên là cờ đỏ khắc dòng chữ "Cách mạng tháng Mười" bằng tiếng Nga. Bên dưới là biểu tượng búa liềm. Huân chương được gài ở bên ngực trái với ruy băng đỏ có năm đường kẻ sọc xanh lam ở giữa.
Chiến hạm Rạng Đông cũng được tăng huân chương Cách mạng tháng Mười, con tàu duy nhất được trao huân chương.